# 豐島園
豐島園（日语： Toshima-en），是一座曾存在於日本東京的主題樂園，座落於東京都練馬區向山，由西武集團的豐島園公司營運，於1926年開業，在第二次世界大戰期間停業，於1946年恢復營業，2020年8月31日最後一天營業後正式關閉。西武鐵道、東京都交通局各設有豐島園車站。

## 歷史

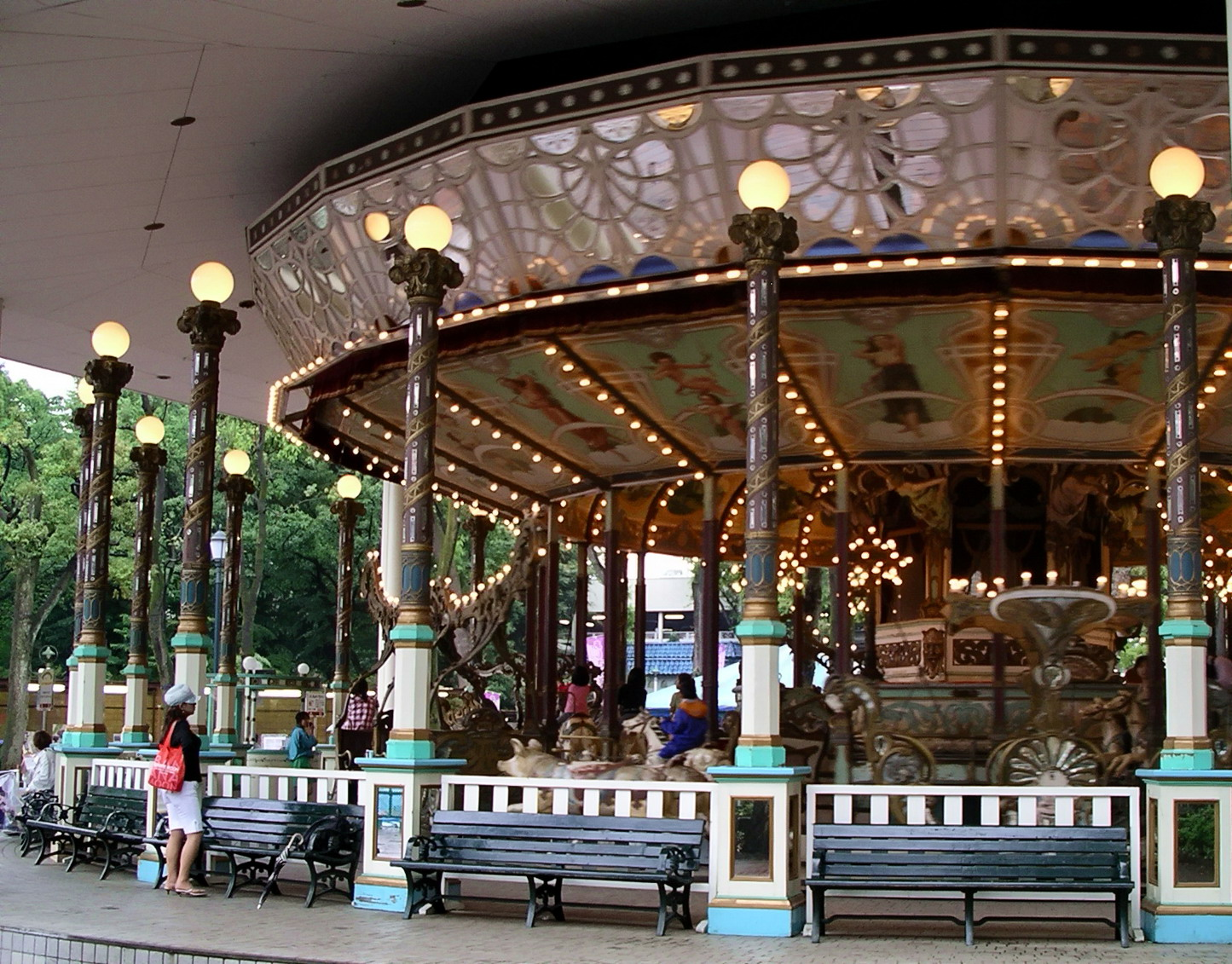
1907年德國製造的旋轉木馬，2010年被日本機械學會入選為機械遺產，使用至2020年8月31日最後營業日為止

### 前史
室町時代，豊島氏在這裡築城，是為練馬城。與太田氏交戰後，練馬城被廢。之後，為板橋的「なべや」所有，再之後被時為上練馬村村長的増田所入手。
明治時代後期，練馬城址被改為豊島公園。
1916年（大正6年），樺太工業（後來的王子製紙）專務藤田好三郎由於自身静養的需要，買入石神井川南側的12,000坪土地持有。這段時間在這裡建造家宅，休息日則成為其家族到訪的地點。
1922年（大正12年），藤田在建造住居的同時，又再追加入手了六千坪土地。
1925年（大正14年）秋 ，藤田好三郎買入石神井川北側的18,000坪土地。

### 開園後
- 1926年（大正15年）9月15日 - 部分開園。
- 1927年（昭和2年）4月29日 - 舉行日本庭園的開園式。
- 1944年（昭和19年）4月 - 由於太平洋戰爭戰況惡化，一時閉園。此時園内的練馬城舊跡，被設置了一個軍事設施（練馬監視哨）。
- 1946年（昭和21年）3月 - 再度開始營業。
- 1951年（昭和26年）1月31日 - 株式會社豊島園臨時股東總會宣佈公司解散，其事業決議由西武鉄道株式会社繼承[2]。
- 1952年（昭和27年）9月 - 豊島園旅館開業。
- 1963年（昭和38年）8月23日 - 豊島園股份有限公司解散，其事業由西武鉄道株式会社正式繼承。
- 2020年（令和2年）
  - 1月 - 西武計劃逐步關閉豐島園，一部份用地賣給東京都做為防災公園使用，其餘用地將與美國華納兄弟合作開設世界第二個哈利波特主題樂園，預計2023年春季開幕營運[3]。
  - 8月31日 - 晚上9時結束營業後正式關閉，結束94年的歷史[4]。

## 外部連結
- 豐島園網站（页面存档备份，存于）